# 蘆竹區
蘆竹區，舊稱「蘆竹厝」，位於臺灣桃園市最北端，濱台灣海峽的桃園中壢都會區內。全區共分三大區域（南崁、大竹、山腳），目前區公所位在南崁地區。自1970年代國道一號桃園交流道通車與鄰近的桃園國際機場啟用後，促進蘆竹區的交通建設快速發展，並且成為國際航空客、貨運往來之要衝:27。後隨著1980年代起境內工廠開始雇用全臺各地的原住民與外籍勞工，使其族群呈現多元化與國際化的現象。在2014年改制為縣轄市之前曾是全國人口最多的鄉，現人口數約有17.0萬人。

## 歷史

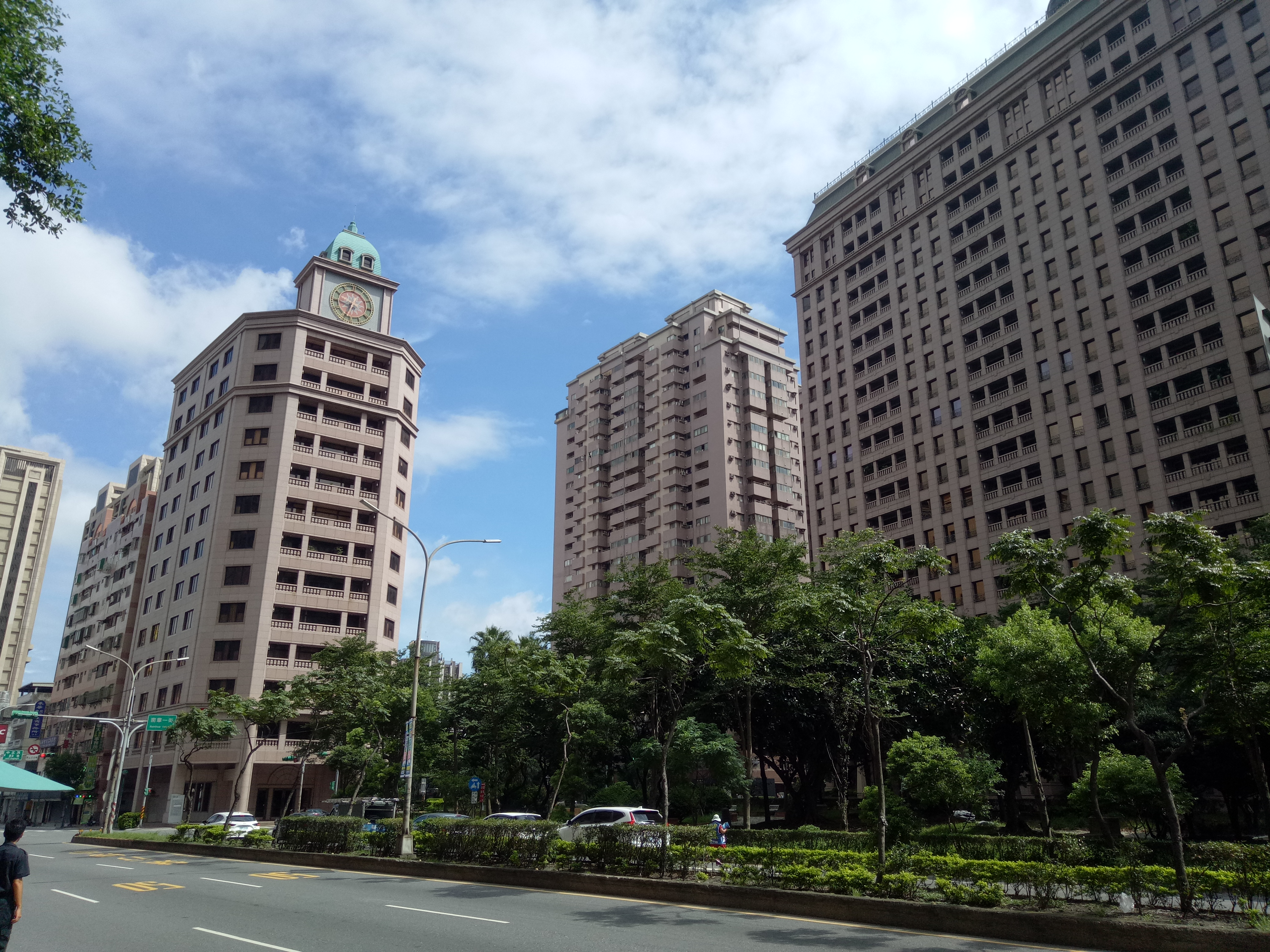
南崁地區街景

蘆竹區舊稱「蘆竹厝」，原為蘆竹繁茂之地，早期先民入墾當地時，多以蘆竹的莖作為造房的材料，故名。1920年設庄時，可能因其位於坑子、南崁、埔子三區的中心，為求公平起見便以其為庄名:6，並將「厝」字刪去。
1945年，中華民國接管臺灣後，蘆竹庄改為「蘆竹鄉」:583。1946年，蘆竹鄉屬新竹縣桃園區，下分新興村、中福村、新莊村、大竹村、蘆竹村、南崁村、錦興村、五福村、內厝村、山鼻村、坑子村、外社村、山腳村、坑口村、海湖村等15個村。1950年9月8日，新竹縣劃分為桃園、新竹、苗栗三縣，蘆竹鄉改隸桃園縣:584。2007年10月，蘆竹鄉人口超越同縣市的龜山鄉（今龜山區），成為當時全國人口最多的鄉。蘆竹鄉公所為提早改制成縣轄市，遂於2009年起開始發放遷籍獎勵金。2012年1月14日，蘆竹鄉公所曾於2012年中華民國立法委員選舉投票日當天發放4萬份問卷，讓鄉親票選人口滿十五萬改制縣轄市後，是沿用「蘆竹市」地名，或改為「南崁市」，票選結果仍以蘆竹為名。2014年1月10日，在發出四千三百六十多萬元遷籍獎勵金給一萬九千多人後，蘆竹鄉人口方達到改制標準的15萬人，鄉公所依程序提出改制申請，並於同年6月3日正式改制為蘆竹市。桃園縣於2014年12月25日升格為直轄市後，原縣轄蘆竹市改制為蘆竹區，蘆竹市自改制縣轄市起至改制為市轄區止僅有205日，為台灣地方制度史上最短命的縣轄市，因此升格意義及必要性曾被各界質疑。境內村里數自戰後以來歷經六次變更，至2018年3月起，蘆竹區下分39個里。

## 地理

### 概論
蘆竹區位處桃園市最北端，依山傍海，地勢是由東北向西南緩斜延伸，東北方是峰谷相間的丘陵地，約佔全區三分之一面積，西南方是平坦廣闊的田野；東與龜山區為鄰，西與桃園國際機場、大園區為界，南連桃園區，北接新北市林口區。
另有部份濱臨台灣海峽，海岸線長約2公里。

### 氣候
蘆竹區的氣候為副熱帶季風氣候，其特徵為春和夏暑秋暖冬寒。11月至3月，因東北方的林口台地與西南方的湖口台地於此形成V字形的平坦地區，迎東北季風而有較多地形雨、氣溫降低。且因緊鄰臺灣海峽，受洋流影響而使季風經過黑潮的暖水面，帶入大量暖濕水氣而有豐沛雨量:29。年均溫約為攝氏21.5度，各月最高溫為7月的28.4度，最低溫為1月的14.0度:55。

### 地方家族
坑子村貓尾崎曾姓，來自福建泉州府南安縣，乾隆年間渡台，原為陳姓佃農，幾代辛苦經營後，反而取代陳姓為大姓。
山鼻村陳家，來自福建泉州府南安縣，雍正年間<陳仲月>率其弟<仲特>、<仲將>、<仲麟>來台，在山鼻村一帶開墾，約在乾、嘉年間已成為山鼻大姓。
中福村康氏，自福建漳州府漳浦縣的康會公派下，乾隆末葉康會公帶著十一世祖信公香火由祖籍渡台移居住桃園蘆竹中福，已成為中福村大姓。
坑子村頂社林家，祖籍福建泉州府晋江縣海尾。清乾隆十年（1745年）林文进渡台，「林氏祖厝」名為「德門居」，位在坑子里第一鄰，與外社里相鄰，是蘆竹最早發展的地方之一。
坑子村社底藍氏，祖籍福建漳州府漳浦縣張坑，先祖篤慎公於康熙年間渡海來台，即定居在頂社、社底一帶。藍東山宅是藍氏渡台後四世祖煥章公獲欽賜四品軍功後，在社底現址所建的官第。

### 人口

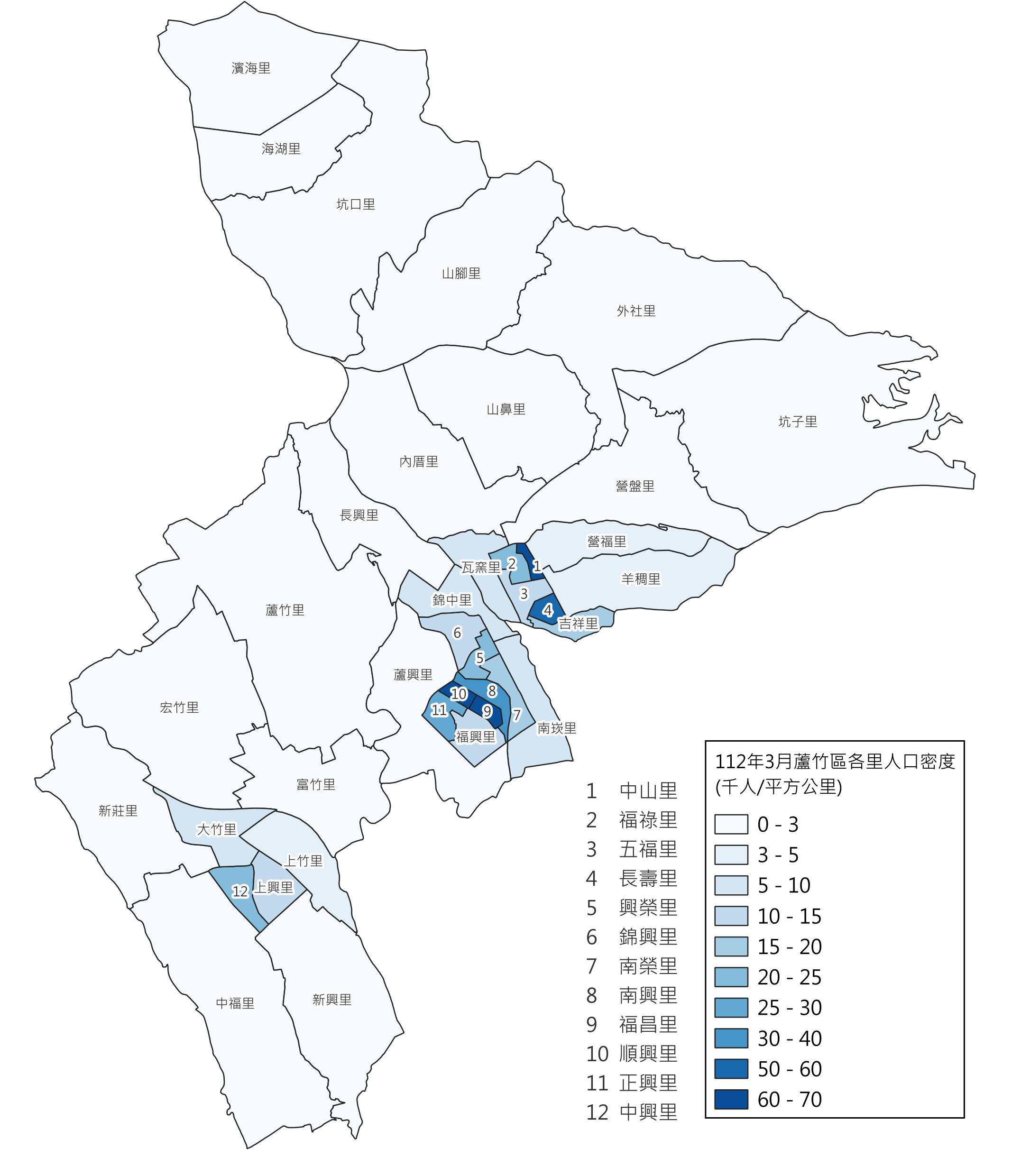
蘆竹區各里人口密度圖

根據桃園市蘆竹區戶政事務所統計，2024年底蘆竹區戶數約6.6萬戶，人口約17.0萬人，並主要集中在中部的南崁地區，其三大分區中，南崁地區約佔全區總人口的65%最多，大竹地區約佔25%居中，山腳地區則僅佔10%最少。區內人口最多與最少的里分別是大竹里與外社里，2024年底兩里人口分別為7,156人與1,706人。
2024年底，蘆竹區人口中0至14歲人口佔比約有13.95%，15至64歲人口佔比約有72.33%，65歲以上人口則佔比約有13.72%，老化指數為98.39%，是桃園市幼年人口佔比最高的行政區。

## 政治

### 歷任首長
| 屆次 | 姓名   | 任期                           | 備註       |
| 1    | 褚春來 | 2014年12月25日－2018年12月24日 | 改制後首任 |
| 2    | 邱瑞朝 | 2018年12月25日－2019年9月30日  |            |
| 3    | 蔡志揚 | 2019年10月1日－2022年2月23日   |            |
| 4    | 蔡世志 | 2022年2月23日－2023年7月14日   |            |
| 5    | 李岳壇 | 2023年7月14日－                | 現任       |

### 區政組織
蘆竹區公所是桃園市政府在蘆竹區的派出機關，在中華民國政府架構中為市政府綜理區政的執行機關，上級業務監督機關為桃園市政府。区长由市長任命，其任期為無任期保障。在區長及主任秘書之下，設有5課4室等9個內部單位。蘆竹區為桃園市議會第四選區，在市議會的63席市議員中，蘆竹區共選出4席區域市議員（不含平地原住民與山地原住民議員）。

### 行政區
現今蘆竹區行政範圍的確立，來自於1920年，日本將臺灣十二廳改為五州二廳，設蘆竹庄屬新竹州桃園郡。蘆竹庄轄蘆竹、南崁下、南崁內厝、南崁廟口、新興、福興、中興、新莊子、大竹圍、坑子、坑子外、坑子口等12個大字:94－95。1946年1月19日，改為「蘆竹鄉」，屬新竹縣桃園區:97－98。1950年，調整行政區域並裁撤區署，蘆竹鄉改隸新成立的桃園縣:98。2014年6月3日，改制為「蘆竹市」；12月25日，桃園縣改制為直轄市，蘆竹市改制為市轄區「蘆竹區」，隸屬桃園市:99。
蘆竹區共轄39里，其行政區域分布情形為:47－67：
| 次分區 | 里名   | 里名   | 里名   | 里名   | 里名   | 里名   | 里名   | 里名   | 里名   | 里名   | 里名   | 里名   |
| ------ | ------ | ------ | ------ | ------ | ------ | ------ | ------ | ------ | ------ | ------ | ------ | ------ |
| 大竹區 | 上竹里 | 宏竹里 | 新莊里 | 大竹里 | 中福里 | 富竹里 | 新興里 | 上興里 | 中興里 |        |        |        |
| 南崁區 | 山鼻里 | 內厝里 | 瓦窯里 | 南崁里 | 南興里 | 錦興里 | 蘆竹里 | 五福里 | 羊稠里 | 長興里 | 南榮里 | 錦中里 |
| 南崁區 | 營盤里 | 營福里 | 興榮里 | 吉祥里 | 長壽里 | 中山里 | 福祿里 | 蘆興里 | 順興里 | 福興里 | 正興里 | 福昌里 |
| 山腳區 | 山腳里 | 坑子   | 海湖   | 濱海里 | 外社   | 坑口   |        |        |        |        |        |        |

### 警政治安
- 桃園市政府警察局蘆竹分局
  - 南崁派出所
  - 南竹派出所
  - 外社派出所
  - 大竹派出所

## 文化

### 宗教場所
道教和民間信仰

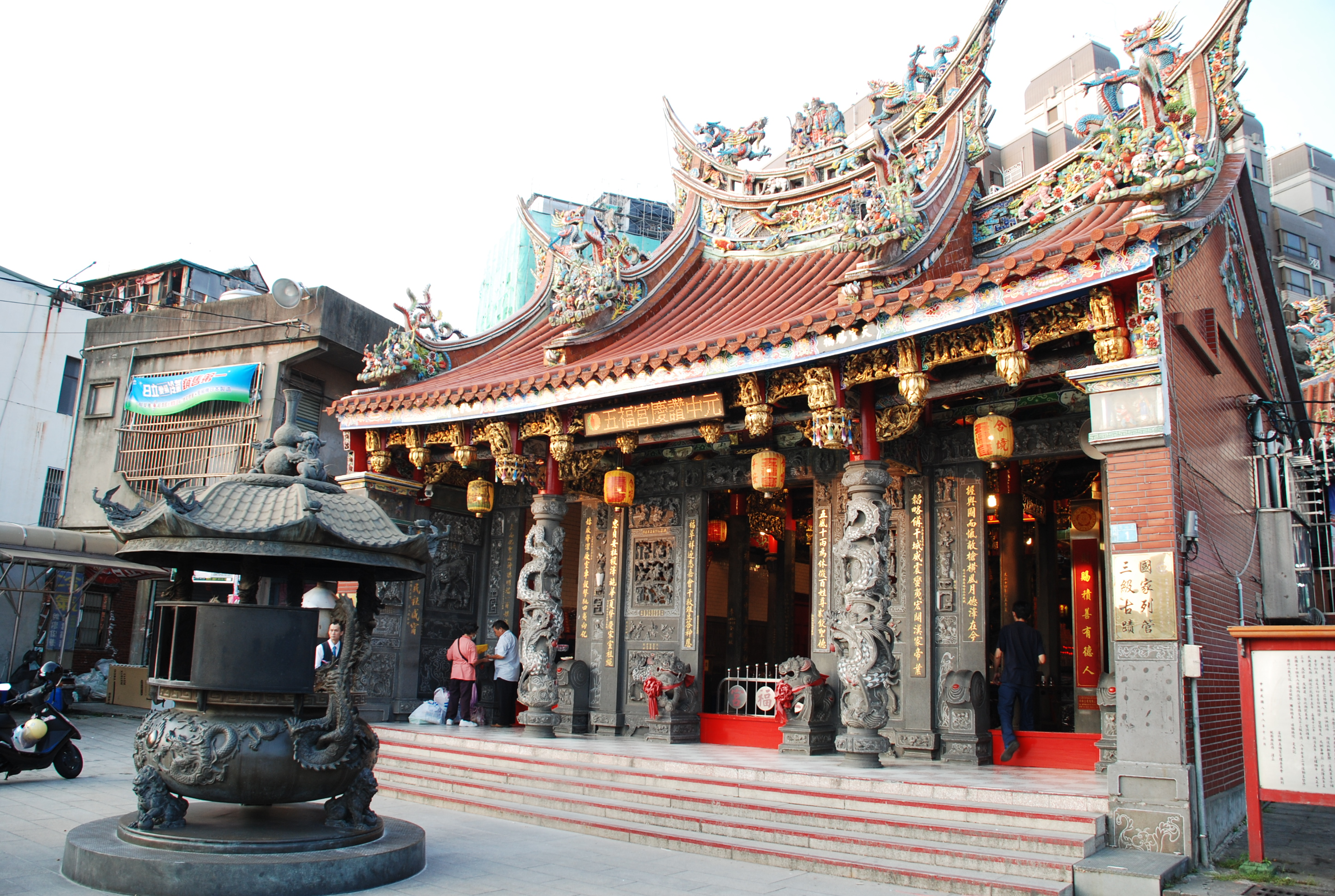
蘆竹五福宮

- 蘆竹五福宮：主祀玄壇元帥，創建至今有三百多年的歷史，1985年8月19日由內政部公告為國家三級古蹟，同時是桃園市最古老的寺廟。
- 蘆竹福隆巖：主祀清水祖師，每年農曆正月初六祖師誕辰有慶典，每十二年作醮一次，是地方盛事。
- 南崁褒忠亭：是台灣位置最北的百年歷史義民廟。
- 桃園龍德宮：位於桃園蘆竹區知名廟宇，因各家航空公司的空姐組成的「扶轎仙女團」遶境而爆紅，主祀天上聖母（四媽祖）。
- 山腳天公廟永興祠：天公廟主祀玉皇上帝，與永興祠土地廟合併。
- 坑口誠聖宮：主祀關聖帝君，是當地信仰中心。
- 大古山福山宮：主祀福德正神，大古山，早期稱為「大崙尖」，位於蘆竹區東北部的林口台地末端。
- 外社聖王廟：主祀開漳聖王。
- 坑子寶順宮：主祀保儀大夫原秦姓家族之私有神尊，於120多年前，由蘆竹秦氏的祖先於木柵忠順廟分香至三峽土地公坑，再由三峽恭請至蘆竹鄉坑子村土地公坑秦厝，供奉在自家，後來因保儀大夫神威顯赫，漸成為附近居民之信仰中心。
- 內厝南天宮：主祀天上聖母配祀觀世音菩薩及關聖帝君，位於蘆竹後花園五酒桶山之入口。
- 蘆竹凌武廟：主祀武府王爺，原主祀北極玄天上帝及觀世音菩薩，後武王爺降乩行醫濟世，神威顯赫，另有供奉蔣武帝君。
- 蘆竹慈母宮：主祀天上聖母，慈母宮之宮主兼乩身是韓國慶州人。
- 蘆竹貓尾崎觀音寺：主祀觀世音菩薩，係由林口竹林山寺刈火分靈而來的，因神威顯赫，漸為附近居民之信仰中心。
- 桃園旗南宮：主祀五行大帝。

佛教
- 蘆竹德林寺：主祀觀世音菩薩，由林口竹林寺分香而來。
- 淨慧寺
- 承德寺
- 慈穩寺

桃園市召會8會所、21會所

天主教
- 南崁天主堂
- 大華天主堂
- 天主教桃園救世主堂

### 文化資產

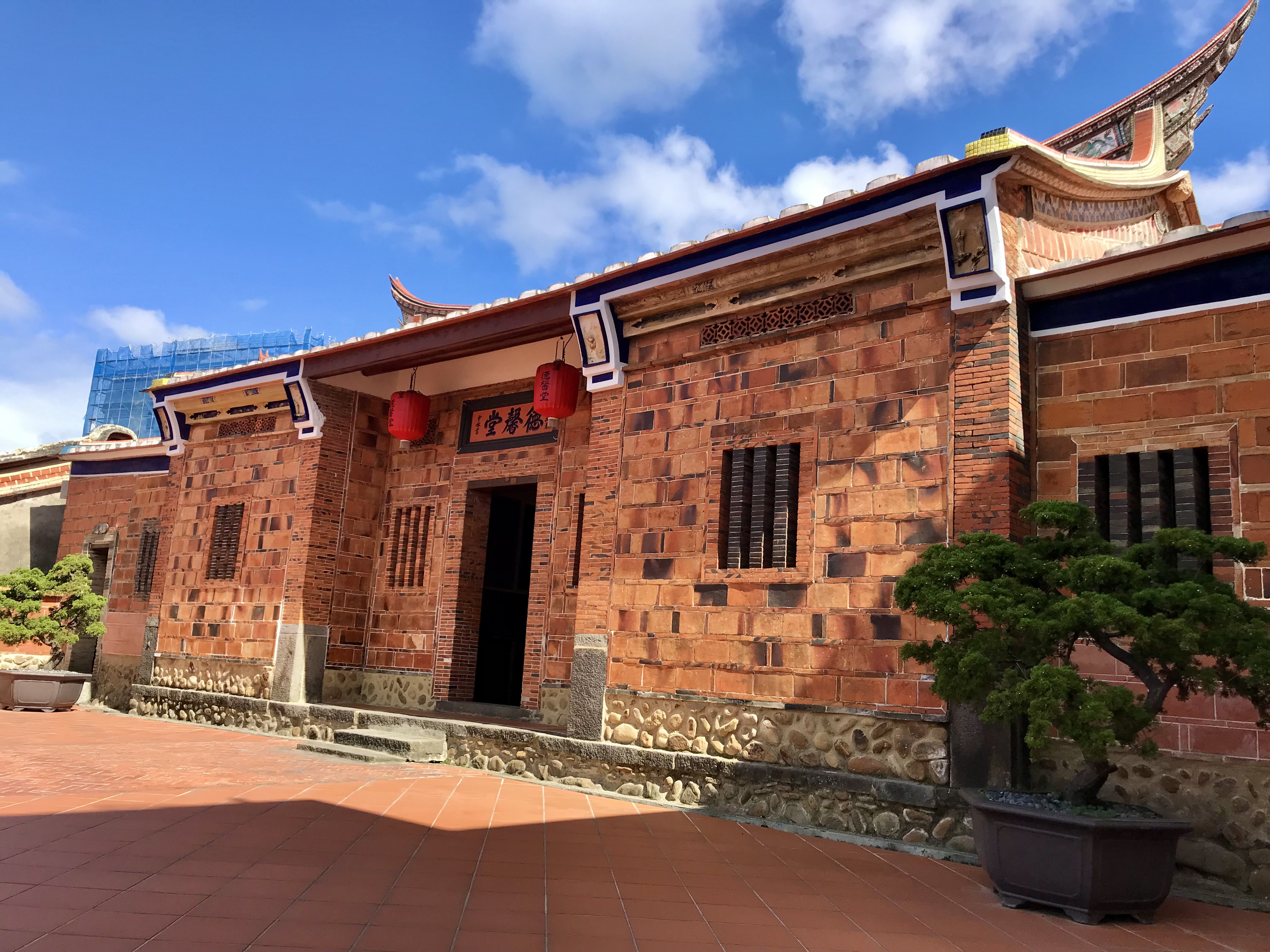
蘆竹德馨堂

- 蘆竹五福宮（市定古蹟）
- 蘆竹德馨堂（市定古蹟）
- 前內政部北區兒童之家院長宿舍（市定古蹟）
- 前內政部北區兒童之家宿舍群（歷史建築）

### 蘆竹閩式古厝
- 蘆竹德馨堂：山鼻陳氏古厝群，祖厝，大房陳仲月所傳，明治三十五年（公元1902年）興建[21]。
- 蘆竹德星居：山鼻陳氏古厝群，分支，二房陳仲特所傳，昭和二年（公元1927年）由陳火旺興建[21]。
- 蘆竹鄰德居：山鼻陳氏古厝群，分支，二房陳仲特所傳，由陳光蟳興建於昭和十一年（公元1936年）[21]。
- 蘆竹嚴德居：山鼻陳氏古厝群，分支，三房陳仲將所傳，約昭和五年（公元1930年）由陳必木興建[21]。
- 蘆竹室善居：山鼻陳氏古厝群，分支，三房陳仲將所傳，昭和十二年（公元1937年）興建[21]。
- 蘆竹和德居：山鼻陳氏古厝群，分支，四房陳仲麟所傳[21]。
- 蘆竹慎德居：草仔崎林氏古厝，約大正三年（公元1914年）完工。
- 德門居：頂社林家祖厝、林氏祖厝，由先祖林天賜偕同其四位兄弟，於同治十二年（公元1873年）所建。
- 四品官第藍東山宅：社底藍氏。
- 省吾居：貓尾崎曾厝，頂曾厝，門楣「芝田耕雨」，於明治四十四年（公元1911年）完工。
- 省躬居：貓尾崎曾厝。
- 道貫堂：貓尾崎曾厝。
- 道宗堂：貓尾崎曾厝，下曾厝。

## 教育

### 大專院校
- 開南大學

### 高級中等學校
- 桃園市立南崁高級中等學校

### 國民中學
- 桃園市立南崁國民中學
- 桃園市立山腳國民中學
- 桃園市立大竹國民中學
- 桃園市立光明國民中學

### 國民小學
- 桃園市蘆竹區蘆竹國民小學
- 桃園市蘆竹區龍安國民小學
- 桃園市蘆竹區南崁國民小學
- 桃園市蘆竹區大竹國民小學
- 桃園市蘆竹區外社國民小學
- 桃園市蘆竹區海湖國民小學
- 桃園市蘆竹區山腳國民小學
- 桃園市蘆竹區新莊國民小學
- 桃園市蘆竹區光明國民小學
- 桃園市蘆竹區公埔國民小學
- 桃園市蘆竹區新興國民小學
- 桃園市蘆竹區頂社國民小學
- 桃園市蘆竹區錦興國民小學
- 桃園市蘆竹區大華國民小學
- 桃園市蘆竹區五福國民小學（籌備中）

### 國際學校
- 桃園美國學校

## 交通

### 捷運

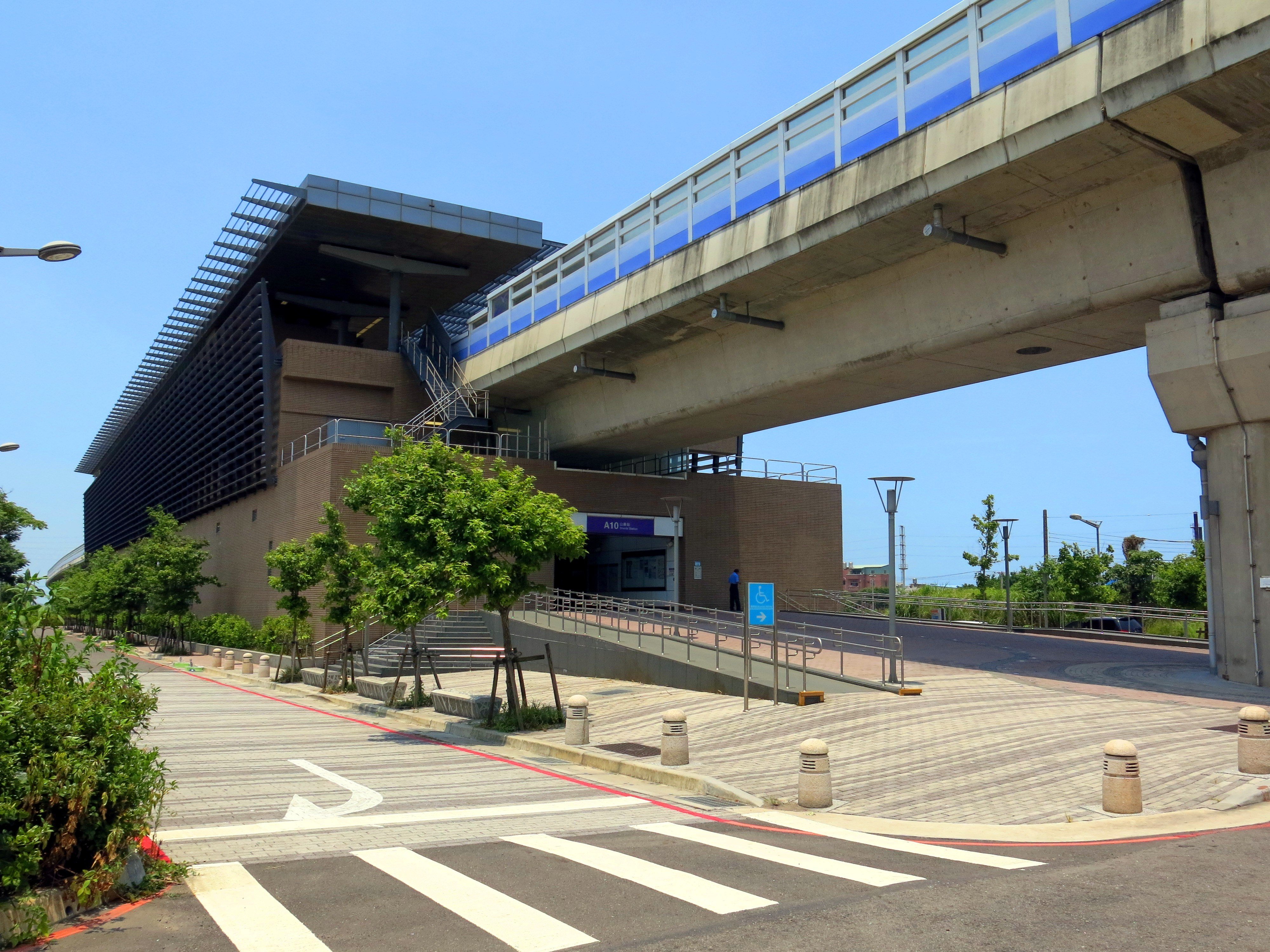
桃園捷運機場線A10山鼻站

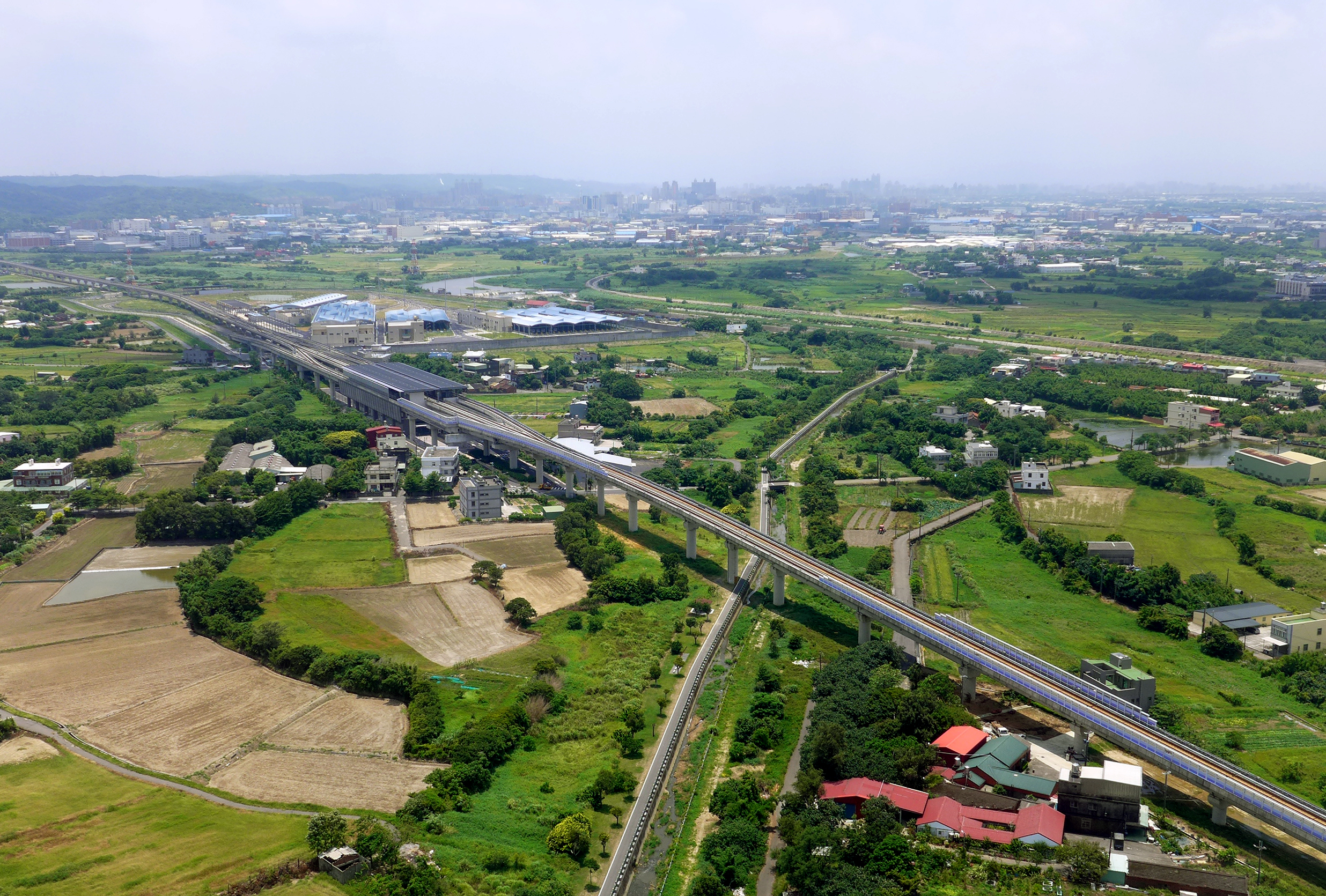
A11坑口站附近空照圖

桃園捷運
- 機場線：山鼻站 - 坑口站

### 公路

#### 國道
- 國道一號（中山高速公路）
  - 49 桃園桃園交流道(別名南崁交流道)[22]
  - 52 機場系統機場系統交流道
- 國道二號（機場支線）
  - 5 大竹大竹交流道
  - 8 機場系統機場系統交流道

#### 快速道路
- 台61線：西濱快速公路
  - 19 蘆竹蘆竹交流道
  - 22 竹圍竹圍交流道

#### 省道
- 台4線
- 台15線：西濱公路
- 台31線：高鐵橋下桃園段道路

#### 市道
- 市道108號
- 市道110號

### 公共自行車
- 桃園市公共自行車租賃系統至2024年7月，在蘆竹區設有38站：
  - 光明國小
  - 南崁高中
  - 蘆竹區婦幼館
  - 光明河濱公園
  - 開南大學
  - 蘆竹吉林公園
  - 捷運山鼻站(A10)
  - 蘆竹區公所
  - 峻德宮
  - 五福停車場
  - 大竹國小
  - 中興環保公園
  - 南榮公園
  - 新福大新一街口
  - 龍安國小
  - 綠九公園
  - 上興公園
  - 蘆竹區聯合辦公大樓
  - 桃園市立圖書館山腳分館
  - 榮興橋
  - 海湖農會
  - 大竹游泳池
  - 捷運坑口站(A11)
  - 蘆竹親子公園
  - 好市多南崁店
  - 新南路一段榮興路口
  - 光明國中
  - 台茂購物中心
  - 桃園街堤岸
  - 順興公園
  - 桃園市立圖書館蘆竹分館
  - 南順七街32巷口
  - 興仁市民活動中心
  - 中山長春路口
  - 海湖地景公園
  - 機捷路二段外社街口
  - 大華籃球場
  - 蘆竹一號社會住宅

### 未來

#### 捷運
桃園捷運
- 綠線（興建中）：南竹中正北站 - 蘆竹中正北站 - 水尾站；坑口站

## 旅遊

### 自然景觀
- 五酒桶山風景區
- 羊稠步道

### 人文景觀
- 南崁兒童藝術村
- 大竹觀光休閒公園
- 義美食品觀光工廠
- 金格食品卡司蒂菈樂園

### 購物中心與商場
| 場所                   | 位置            | 類型             |
| ---------------------- | --------------- | ---------------- |
| 台茂購物中心           | 南崁路一段112號 | 大型購物中心     |
| 特力屋（桃園南崁店）   | 中正路1號       | 居家生活購物中心 |
| 好市多（桃園南崁店）   | 南崁路一段369號 | 美式量販店       |
| 家樂福（便利購南竹店） | 桃園街118號B1-2 | 大型超市         |

### 高爾夫球場
- 統帥高爾夫球場
- 永漢高爾夫球場
- 台北高爾夫球場

## 外部連結
- 蘆竹區公所 （页面存档备份，存于）
- 蘆竹區公所的Facebook專頁
- YouTube上的蘆竹區公所頻道